# 長安航空
長安航空（ちょうあん-こうくう）は中華人民共和国陝西省西安市に本社を置く航空会社。正式名称は長安航空有限責任公司。現在は海南航空グループの航空会社で、 西安咸陽国際空港をハブ空港としている。

## 沿革
- 1992年12月24日　中華人民共和国で初めての非民航系航空会社長安航空公司が発足する。
- 1993年1月6日　旅客営業を開始する。
- 1993年6月1日　海南航空が長安航空の73%を出資することとなる。
- 2000年8月30日　株式会社に移行し長安航空有限責任公司と改称、海南航空は長安航空の株の86%を取得する。
- 2002年6月24日　民航総局が、営業区域拡大を認可する。これにより地域内航空会社から国内航空会社への昇格し、西安発着の中国国内路線営業を認められる。
- 2002年7月1日　海南航空からボーイング737-400を借り入れ、西安線に投入する。
- 2002年10月　海南航空、中国新華航空、山西航空と統一でHUの記号を使うことに合意する。
- 2003年1月20日　長安航空(85%)、上海機場集団(10%)、海南航空(5%)が出資して中国初の航空速達会社揚子江快運有限会社を設立する。
- 2007年11月29日、海南航空、山西航空、中国新華航空と合併し、大新華航空となる予定であった。
- 2016年4月、海南航空による経営から独立し、再び長安航空の名称にて運航を開始する。

## 就航都市
中国
- 海口美蘭国際空港
- 西安咸陽国際空港
- 巴中恩陽空港
- 玉林福綿空港
- 長春龍嘉国際空港
- 濰坊空港
- 大連周水子国際空港
- 唐山三女河空港
- 三亜鳳凰国際空港
- 梧州長洲島空港
- 芷江空港
- 重慶江北国際空港
- 長沙黄花国際空港
- 寧波櫟社国際空港
- 南京禄口国際空港
- 敦煌空港
- 桂林両江国際空港
- 貴陽龍洞堡国際空港
- ハルビン太平国際空港
- 珠海金湾空港
- 北海福成空港
- 銅仁大興空港
- 通遼空港
- フルンボイル・ハイラル国際空港
- 景徳鎮羅家空港
- 温州龍湾国際空港
- 宜昌三峡空港
- アルタイ空港
- 恵州空港
- 廈門高崎国際空港
- 泉州晋江国際空港
- 昆明長水国際空港
- 青島膠東国際空港

## 保有機材
- ボーイング737-800型機 11機

2019年12月現在